# فرودگاه راکی مانتین هاوس
فرودگاه راکی مانتین هاوس (به انگلیسی: Rocky Mountain House Airport) یک فرودگاه همگانی با کد یاتا YRM است که یک باند فرود آسفالت دارد و طول باند آن ۱٬۶۸۰ متر است. این فرودگاه در کشور کانادا قرار دارد و در ارتفاع ۹۸۹ متری از سطح دریا واقع شده است.